# Nockebybron
Nockebybron (en français : pont de Nockeby) est un pont routier et pour piétons à Ekerö et Stockholm en Suède. 

## Description
Le pont de Nockeby est un pont tournant sur le lac Mälar, entre Kärsön dans la  commune d'Ekerö et Nockeby dans le district de Bromma à Stockholm.
Le pont de Nockeby mesure 450 mètres de long, sa largeur libre est de 24 mètres et sa hauteur libre lorsque le pont est fermé est de 12,5 mètres. 
La partie centrale de 80 mètres de long repose sur une fondation de pont ronde et peut pivoter à 90 degrés.
Le milieu du pont forme la frontière entre la commune de Stockholm et la commune d'Ekerö. 
Le pont est relié au nord-est à Drottningholmsvägen et au sud-ouest à Drottningholmsbron et Ekerövägen. 
Le pont de Nockeby fait donc partie de la route comtale 261.

## Histoire
Au XVIIIème siècle, il y avait un pont sur Nockebysundet. C'est Gustave III qui fit construire les ponts prédécesseurs de Tranebergsbron, Drottningholmsbron et Nockebybron selon les plans de l'architecte Carl Fredrik Adelcrantz, les trois ponts furent inaugurés en 1787. 
Le gardien du pont de Nockebybron vivait dans la maison du pont, qui fut construite en même temps que le pont. Brostugan est un restaurant depuis 1931.
Au milieu du XIXème siècle, le pont a dû être remplacé par un pont flottant. 
À Nockebysundet, un pont sur berge d'environ 200 mètres de long a été construit à partir de Kärsön.
Le pont flottant est ainsi devenu environ deux fois plus long que son prédécesseur.
En 1926, un nouveau pont fut construit sur le détroit, inauguré le 22 décembre de la même année.
Au printemps et en hiver, un rassemblement de voitures pouvait s'avérer problématique, et pendant de nombreuses années, le pont a été considéré comme l'un des enfants à problèmes du Grand Stockholm. 
Le pont a été utilisé jusqu'en 1965, date à laquelle un pont temporaire a été construit en attendant l'achèvement du nouveau pont de Nockeby.
Le pont de Nockeby a été inauguré en 1973 en même temps que le pont de Drottningholm.
Pour contrôler et surveiller les machines du pont, une tour de contrôle a été installée et elle est active entre le 1er mai et le 15 octobre. 
Le pont Tappströms est également contrôlé à distance à partir de cette tour de contrôle.
L'ouverture du pont a lieu en cas de besoin, de 6h à 22h, toutes les heures à Nockeby et toutes les demi-heures à Tappström. Aux heures de pointe, les matins et les après-midis de semaine, le pont est complètement fermé à la circulation maritime et, pendant les mois d'hiver, les bateaux doivent appeler et demander une ouverture.

## Galerie

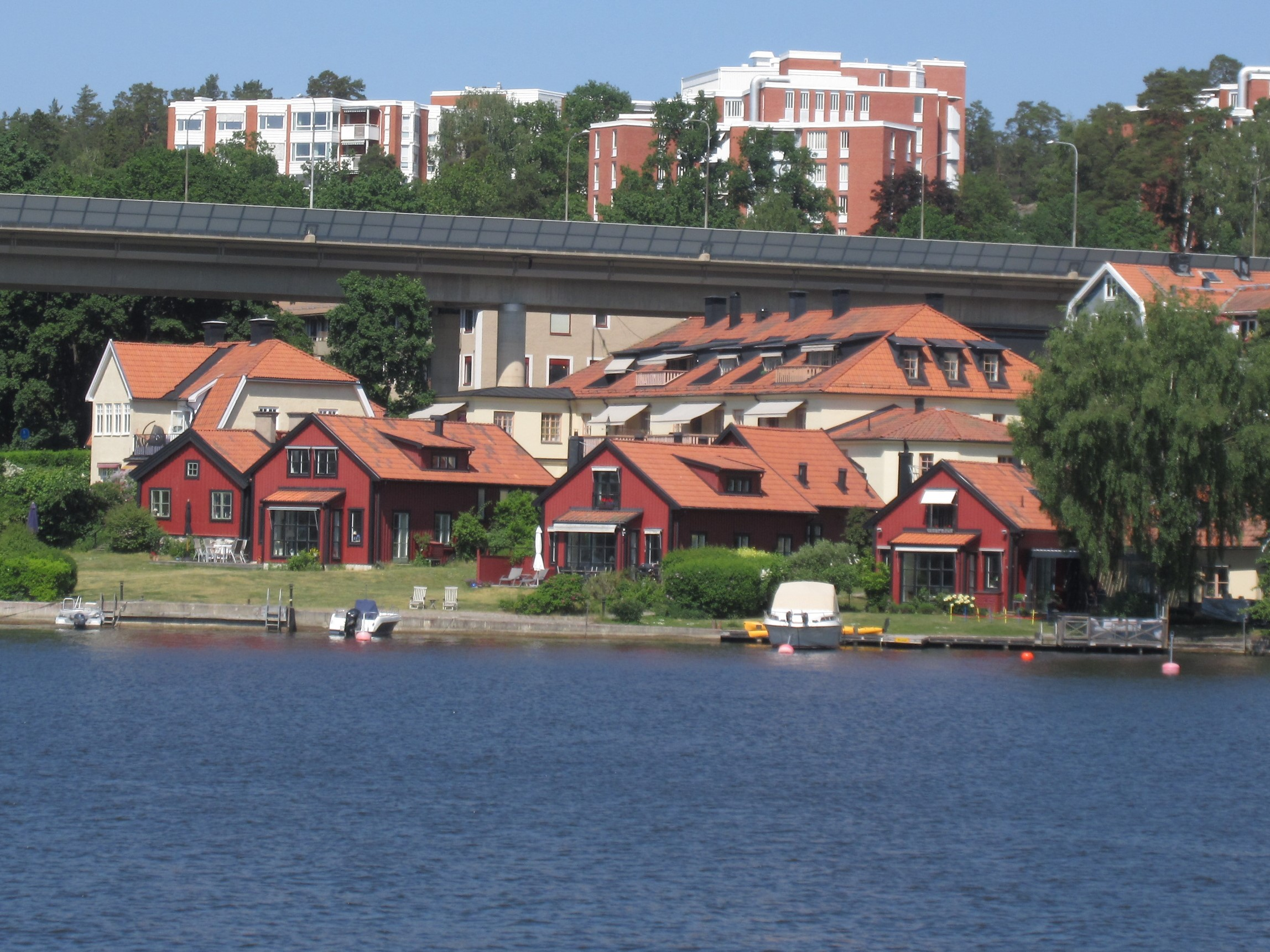
Le pont Nockeby en juin 2024.
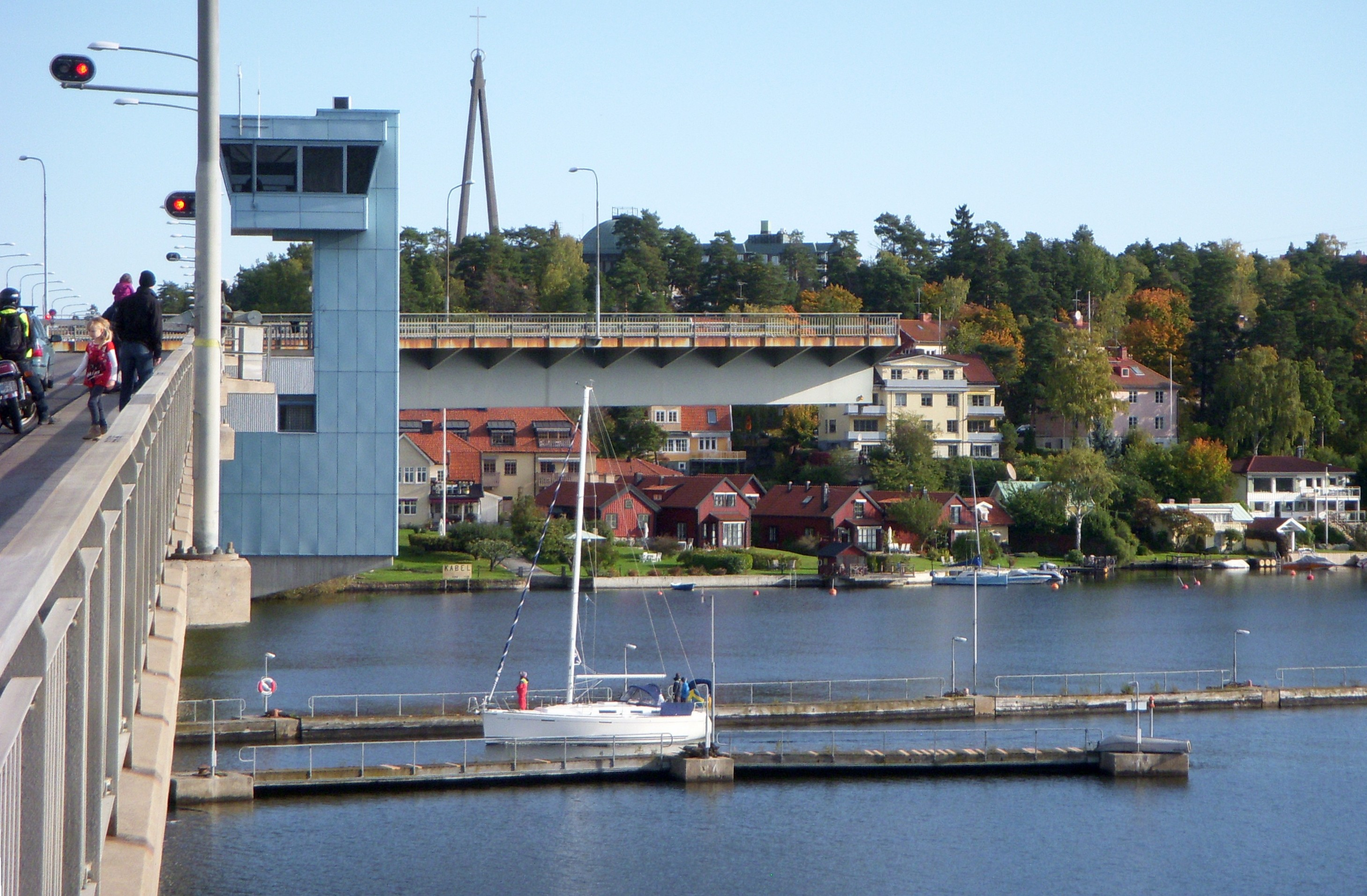
Tour de contrôle du pont avec la section centrale en position ouverte, 2011.
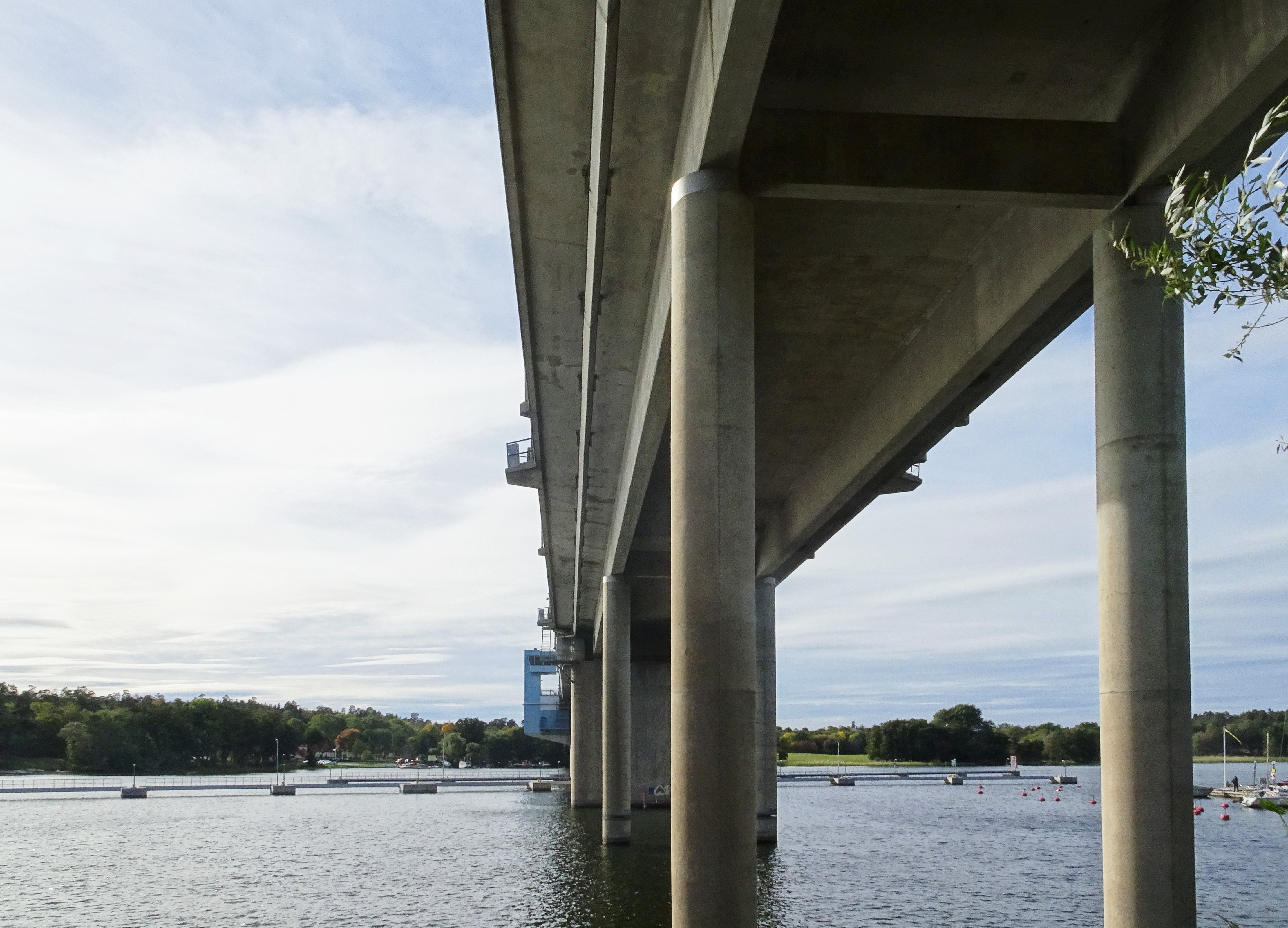
Le dessous du pont, vue vers Drottningholm, 2018.
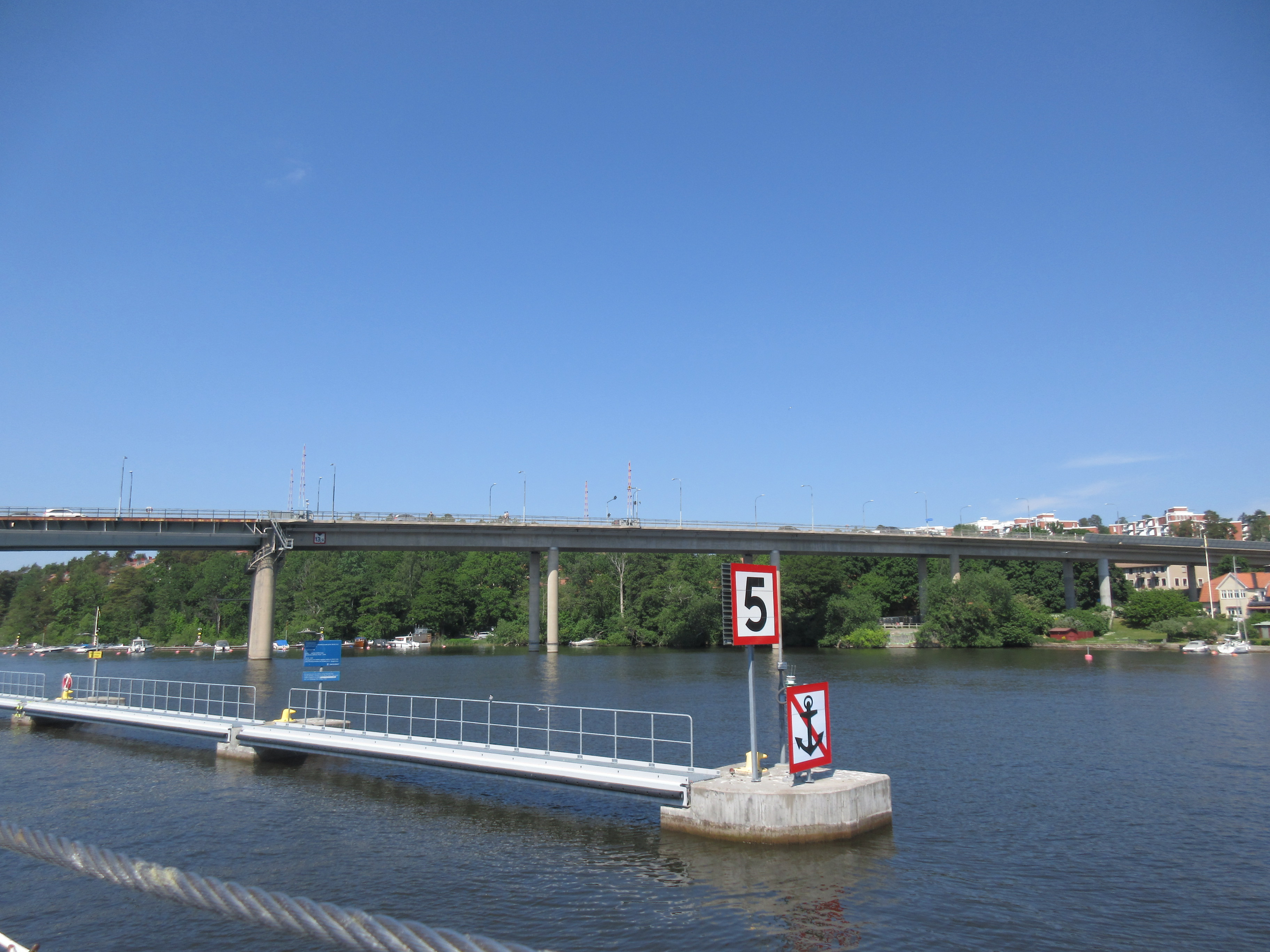
Le pont Nockeby en juin 2024.